# 576년

## 연호
- 신라(新羅) 홍제(鴻濟) 5년
- 남진(南陳) 태건(太建) 8년
- 후량(後梁) 천보(天保) 15년
- 북제(北齊) 무평(武平) 7년 / 융화(隆化) 원년
- 북주(北周) 건덕(建德) 5년

## 기년
- 남진(南陳) 선제(宣帝) 8년
- 북제(北齊) 후주(後主) 12년
- 북주(北周) 무제(武帝) 16년
- 신라(新羅) 진흥왕(眞興王) 37년 / 진지왕(眞智王) 원년
- 고구려(高句麗) 평원왕(平原王) 18년
- 백제(百濟) 위덕왕(威德王) 23년

## 사건
- 신라, 원화제도 실시.
- 신라, 진흥왕이 사망하고 진흥왕의 차남 사륜(금륜)이 진지왕으로 왕의 자리에 오르다.

## 사망
- 신라(新羅)의 24대 국왕(國王) 진흥왕(眞興王)